# Erythrolamprus typhlus
Erythrolamprus typhlus (nome antigo: Liophis typhlus) é uma espécie de cobra da família Dipsadidae. Distribuída restritamente na América do Sul, sendo reconhecida em três subespécies no qual uma delas é encontrada nas florestas tropicais ao longo da bacia Amazônica, em países como o Equador, Bolívia, Colômbia, Peru a Leste dos Andes, Norte e Leste da Venezuela, Guianas e Brasil. Outra subespécie esta presente na Mata Atlântica do Sudeste e nos cerrados do Centro-oeste brasileiro e no Paraguai. E outra subespécie encontra-se na bacia do Rio Paraguai, incluindo os Chacos do Sudeste da Bolívia, Norte do Paraguai e Centro-Oeste do Brasil.
O padrão de coloração, a morfologia hemipeniana e craniana são importantes na distinção entre subespécies de L. typhlus. A distribuição da subespécie "L. t. typhlus", parece estar restrita ao domínio amazônico, tendo seu limite setentrional no norte do estado brasileiro de Mato Grosso, próximo à área de transição Amazônia-Cerrado. Já a distribuição "L. t. rachyurus" está mais associado ao domínio cerrado, porém ocorre em áreas de Mata Atlântica, Caatinga e Pantanal. A subespécie "L. t. elaeoides" possui uma área de distribuição mais restrita associada ao Chaco e Pantanal, contudo sua distribuição foi ampliada, com análise de dois exemplares procedentes no estado brasileiro de Rio Grande do Sul.